# ام‌ان‌سی
ام‌ان‌سی (انگلیسی: MNC) شرکت خوشه‌ای اندونزیایی است، که در سال ۱۹۸۹ توسط هری تانوسودیجو تأسیس شد.